# Баджва, Асиф
Мухаммад Асиф Баджва (урду آصف باجوہ‎, англ. Muhammad Asif Bajwa, 8 июня 1972, Сиалкот, Пакистан) — пакистанский хоккеист (хоккей на траве), нападающий, тренер. Бронзовый призёр летних Олимпийских игр 1992 года, чемпион мира 1994 года, бронзовый призёр чемпионата Азии 1993 года, бронзовый призёр летних Азиатских игр 1994 года.

## Биография
Асиф Баджва родился 8 июня 1972 года в пакистанском городе Сиалкот.
В 1992 году вошёл в состав сборной Пакистана по хоккею на траве на летних Олимпийских играх в Барселоне и завоевал бронзовую медаль. Играл на позиции нападающего, провёл 7 матчей, забил 3 мяча (два в ворота сборной Малайзии, один — Новой Зеландии).
В 1993 году стал бронзовым призёром чемпионата Азии в Хиросиме.
В 1994 году завоевал золотую медаль на чемпионате мира в Сиднее. Кроме того, выиграл бронзу хоккейного турнира летних Азиатских игр в Хиросиме.
В 1994 году стал победителем Трофея чемпионов, в 1995 году завоевал бронзовую награду.
В 1994 году был удостоен награды Pride of Performance.
В 1992—1996 годах провёл за сборную Пакистана 74 матча, забил 25 мячей.
После окончания игровой карьеры стал менеджером и тренером. Тренировал сборную Пакистана. В 2008 году был назначен секретарём Федерации хоккея на траве Пакистана.